# Universidad de Southampton Solent
La Universidad de Southampton Solent o Southampton Solent University (siglas SSU), es una universidad de alrededor de 20.000 estudiantes con sede en Southampton, Reino Unido. Su campus principal se sitúa en East Park Terrace, cerca del centro de la ciudad.
Los estudiantes de la Solent University son representados por la Solent Students' Union, la cual se sitúa en el campus de East Park Terrace.

## Historia
Los orígenes de la universidad se remontan a una escuela de arte privada fundada en 1856, la cual se convirtió en el Southampton College of Art. Fusiones con el Southampton College of Technology y más tarde con el College of Nautical Studies de Warsash llevaron a la fundación del Southampton Institute of Higher Education en 1984.
Southampton Institute se convirtió en Universidad el 12 de julio de 2005, adoptando su nombre actual el 15 de agosto de 2005. Antes de 2005, los estudiantes del Southampton Institute recibían graduados concedidos por la Nottingham Trent University.